# U 10 (U-Boot, 1915)
U 10 war ein U-Boot der k.u.k. Kriegsmarine während des Ersten Weltkriegs. Es war das Typboot der UB I-Klasse. Die Indienststellung von U 10 erfolgte ursprünglich als UB 1 bei der Kaiserlichen Marine.

## Bau und Indienststellung
U 10 war ein kleines Einhüllenboot mit der Baunummer 239 für den küstennahen Einsatz und wurde am 1. April 1914 bestellt.
Die Kiellegung von U 10 erfolgte am 1. November 1914 bei der Germaniawerft in Kiel als UB 1. Sein Stapellauf fand am 22. Januar 1915 statt. Oberleutnant zur See Franz Wäger stellte UB 1 am 29. Januar 1915 in Dienst der kaiserlichen Marine, jedoch wurde es bereits am 12. Juli 1915 wieder außer Dienst gestellt.
Danach wurde das U-Boot in Sektionen zerlegt und per Bahn zum österreichisch-ungarischen Flottenstützpunkt Pola verfrachtet. Hier wurde es wieder zusammengesetzt und danach als U 10 in Dienst gestellt. Die Montagezeit für U 10 ist nicht bekannt. Die Zeit für den Zusammenbau dürfte, wie für das Mitte April 1915 aus Deutschland überführte Schwester-U-Boot UB 3, etwa zwei Wochen betragen haben.

## Bau und Technik
Das Boot hatte eine Verdrängung von 127 t über und 142 t unter Wasser. Es war ausgerüstet mit einer Antriebswelle, einem Vier-Zylinder-Viertakt 45-kW-Daimler-Dieselmotor und einem 89-kW-Elektromotor für die Unterwasserfahrt. U 10 bot Platz für einen Offizier und 13 Mannschaften, war über Wasser bis zu 6,5 kn (12 km/h) und unter Wasser bei einer maximalen Tauchtiefe von 50 Meter bis zu 5,5 kn (10,2 km/h) schnell. Es war in 22 Sekunden komplett getaucht.
U 10 war mit zwei Bugtorpedorohren und zwei 45-cm-Torpedos bewaffnet. Aus der Literatur geht nicht hervor, ob U 10 mit dem für UB-I-Boote typischen 7,92-mm-MG 08 ausgestattet war und ob das MG, wenn vorhanden, im österreichisch-ungarischen Dienst beibehalten wurde. Eine 3,7-cm-L/23-Schnellladekanone ergänzte die Bewaffnung im Oktober 1916. Im November 1917 wurde sie durch eine 4,7-cm-L/23-Schnellladekanone ersetzt.
Der Treibstoffvorrat belief sich auf 3,5 t Treiböl.

## Einsatz und Verbleib
Schon während der Probefahrten in der Adria, am 26. Juni 1915, konnte UB 1 im Golf von Venedig ein italienisches Torpedoboot versenken. Während der Erprobung war ein Offizier der k.u.k. Kriegsmarine dem U-Boot als Navigator und zu Ausbildungszwecken zugeteilt.
Linienschiffsleutnant Karl Edler von Unczowski übernahm UB 1 am 12. Juli 1915 für die k.u.k. Kriegsmarine und stellte es als U 10 in Dienst.
Am 11. Mai 1917 kam es zu einer Begegnung zwischen dem britischen U-Boot H4 und U 10. Während H4 vor Pola kreuzte, stieß es auf U 10 und schoss einen Torpedofächer auf das U-Boot. Die beiden Torpedos waren mit einem Öffnungswinkel von 5° auf eine Entfernung von 365 Metern offensichtlich zu weit gezielt, da der Kommandant von H4 beobachtete, dass die Torpedos knapp an Bug und Heck von U 10 vorbeigingen.
U 10 lief am 9. Juli 1918 vor der Mündung des Tagliamento auf eine Seemine. Mit schweren Schäden, jedoch ohne Verluste bei der Besatzung, konnte es auf den Strand gesetzt werden. Am 26. Juli 1918 bargen Truppen der k.u.k. Armee U 10 und schleppten es zur Instandsetzung nach Triest. Die Reparaturen waren bis zum Kriegsende nicht abgeschlossen. U 10 ging als Reparationsleistung an Italien und wurde 1920 in Pola abgewrackt. Während seiner Dienstzeit in der k.u.k. Kriegsmarine konnte U 10 keine Schiffe versenken.

## Kommandanten von U 10
| Dienstgrad            | Name                     | von                | bis                |
| --------------------- | ------------------------ | ------------------ | ------------------ |
| Oblt. z.S.            | Franz Wäger              | 29. Januar 1915    | 12. Juli 1915      |
| Linienschiffsleutnant | Karl Edler von Unczowski | 12. Juli 1915      | 10. September 1915 |
| Linienschiffsleutnant | Leo Prásil               | 16. September 1915 | 22. August 1916    |
| Linienschiffsleutnant | Otto Molitor             | 22. August 1916    | 10. Dezember 1916  |
| Linienschiffsleutnant | Hermann Rigele           | 10. Dezember 1916  | 11. Juni 1917      |
| Linienschiffsleutnant | Albrecht Graf von Attems | 15. Juni 1917      | 26. Juli 1917      |
| Linienschiffsleutnant | Robert Dürrial           | 26. Juli 1917      | 24. November 1917  |
| Linienschiffsleutnant | Andreas Korparic         | 25. November 1917  | 17. März 1918      |
| Linienschiffsleutnant | Friedrich Sterz          | 23. Mai 1918       | 26. Mai 1918       |
| Linienschiffsleutnant | Ulmansky von Vracsevgaj  | 26. Mai 1918       | 31. August 1918    |

## Einsatzstatistik
| Datum         | Name              | Typ         | Tonnage (BRT) | Nationalität | Schicksal |
| ------------- | ----------------- | ----------- | ------------- | ------------ | --------- |
| 26. Juni 1915 | Torpediniere 5 Pn | Torpedoboot | 120           | Regia Marina | versenkt  |

## Galerie

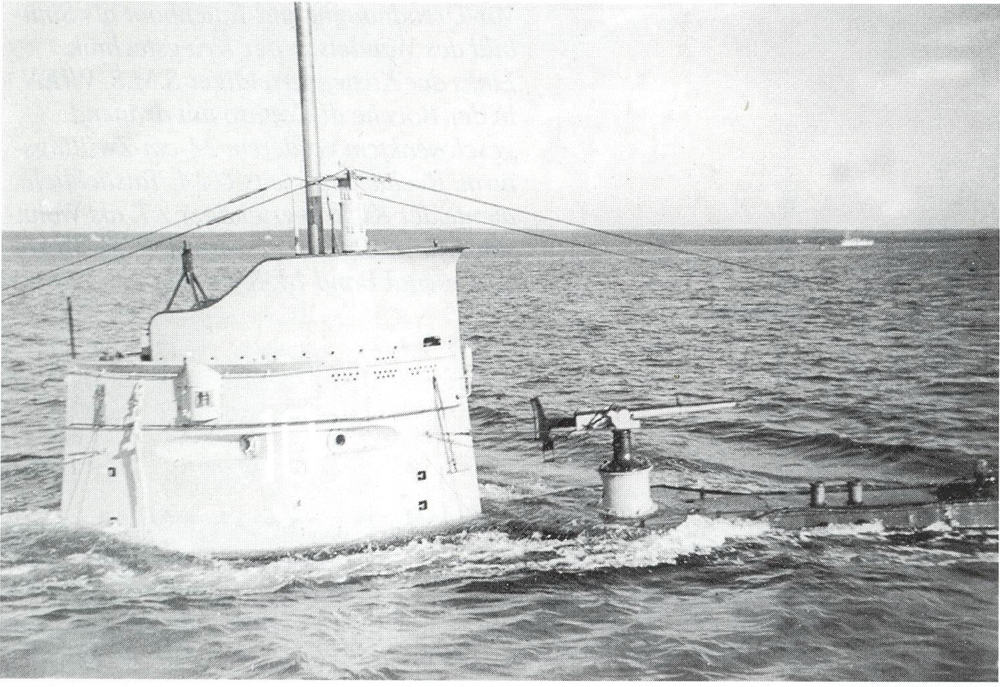
U 10 in der Adria
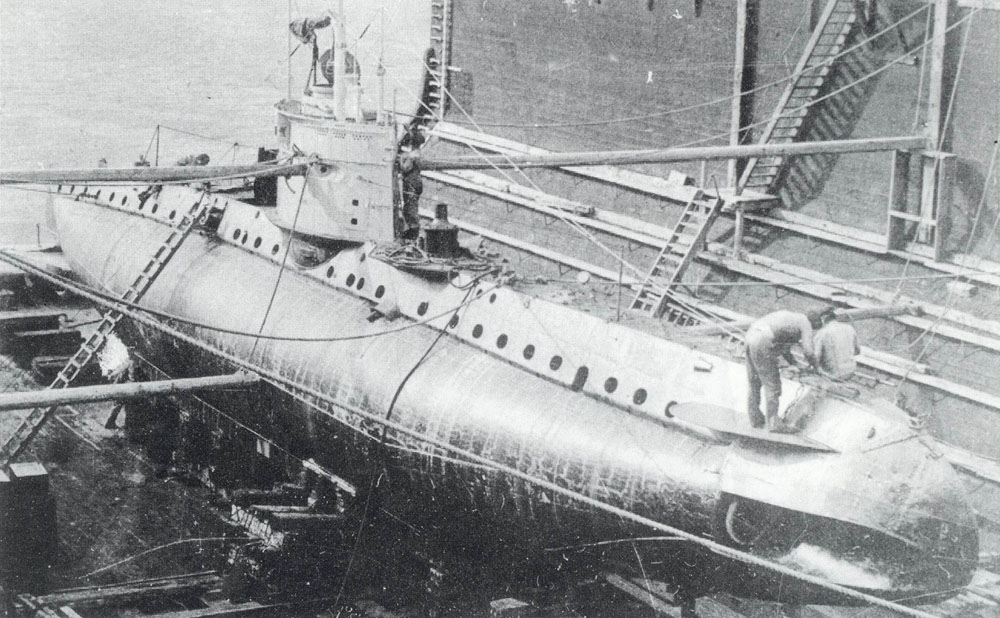
Endmontage im Dock
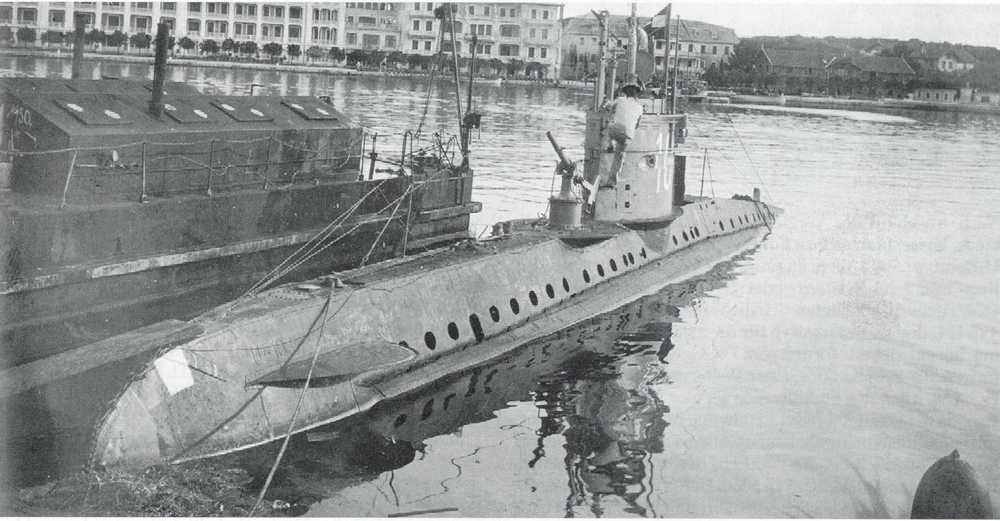
Im Hafen von Pola